# Oswald Freisler
Oswald Freisler (* 29. Dezember 1895 in Hameln; † 4. März 1939 in Berlin) war ein deutscher Jurist während der Zeit des Nationalsozialismus und Bruder des späteren Präsidenten des Volksgerichtshofs Roland Freisler.

## Leben
Freisler besuchte das Gymnasium in Aachen und Kassel, wo er 1914 das Abitur machte. Er studierte in Kiel, Frankfurt a. M. und Göttingen Rechtswissenschaften. Im Februar 1924 eröffnete er gemeinsam mit seinem Bruder Roland in Kassel eine Rechtsanwaltskanzlei, in der Roland Strafrechts- und Oswald Zivilrechtsfälle übernahm. Freisler trat zum 14. Juli 1926 der NSDAP bei (Mitgliedsnummer 40.415) und war Mitglied des NS-Juristenbundes, ab 1933 deren Gauführer in Kassel und Mitglied der Akademie für Deutsches Recht. 1933 wurde er Präsident der Rechtsanwaltskammer in Kassel. 1936 übernahm er die Kanzlei des jüdischen Rechtsanwaltes Johannes Werthauer in Berlin.
Im Auftrag der katholischen Kirche übernahm Freisler 1937 im Berliner Katholikenprozess gegen den Hauptangeklagten Joseph C. Rossaint, einen Widerstandskämpfer gegen den Nationalsozialismus, die Verteidigung von drei Mitangeklagten und erreichte sehr zum Missfallen der Partei deren Freispruch. Joseph Goebbels veranlasste daraufhin, dass Hitler persönlich Oswald Freisler zum 28. April 1937 aus der NSDAP ausschloss. 
1939 starb Freisler durch Suizid, nachdem ihm Unregelmäßigkeiten bei einer Verteidigung vorgeworfen worden waren und deswegen gegen ihn ermittelt wurde.

## Veröffentlichung
- Das System der Ehrenstrafen in der deutschen Vergangenheit und im geltenden Recht und die Frage nach seiner Existenzberechtigung. Göttingen [1921], Rechts- und staatswissenschaftliche Dissertation vom 1. November 1920